# Бардхан, Ардхенду Бхушан
Ардхенду Бхушан Бардхан (25 сентября 1924, Барисал — 2 января 2016, Дели) — индийский политик, генеральный секретарь ЦК КП Индии в 1996—2016.

## Биография
Бардхан принял коммунизм в возрасте 15 лет после переезда в Нагпур.

## Смерть
Бардхан перенес тяжёлый инсульт в декабре 2015 года и был помещён в больницу. Умер 2 января 2016 года в больнице Говинд Балабх в Нью-Дели.
Соболезнования в связи с его кончиной выразили президент Индии Пранаб Мукерджи, премьер-министр Нарендра Моди и глава ИНК Соня Ганди.